# Диметродон
Диметродон (лат. Dimetrodon — «дві міри зубів») — рід синапсид, які жили в цисуральську епоху ранньої пермі, близько 295—272 млн років тому. Належить до родини Sphenacodontidae. Більшість видів роду досягають 1,7—4,6 м завдовжки й важать 28—250 кг, але найпомітнішою особливістю диметродона було велике спинне «вітрило», утворене подовженими шипами, що відходять від хребців. Він міг ходити тільки на чотирьох ногах і мав високий вигнутий череп з великими зубами різного розміру. Найбільше скам'янілостей було знайдено на південному заході США, більшість з них походить з геологічного родовища під назвою «Червоні шари Техасу та Оклахоми». У 2001 його скам'янілості також були знайдені в Німеччині, а з часу першого визначення роду в 1878 році було названо понад десяток видів.
У популярній культурі диметродона часто плутають з динозаврами або сучасниками динозаврів, але він вимер приблизно за 40 мільйонів років до їхньої появи. Хоча за зовнішнім виглядом і фізіологією диметродон схожий на рептилій, він набагато ближчий до ссавців, ніж до рептилій, хоча і не є прямим предком ссавців. Диметродон відноситься до «нессавцевих синапсид», групи, яку традиційно — але неправильно — називають «ссавцеподібними рептиліями», але зараз вона відома як стовбурові ссавці. Це об'єднує диметродона разом зі ссавцями в кладу Synapsida, в той час як рептилії поміщені в окрему кладу Sauropsida. Одиночні отвори в черепі за кожним оком, відомі як скроневі отвори (фенестри), та інші особливості черепа відрізняють диметродона і справжніх ссавців від більшості ранніх завропсид.
Диметродон, ймовірно, був одним з вищих хижаків екосистем цисуралу, що харчувався рибою і чотириногими, включаючи рептилій і амфібій. Менші види Dimetrodon могли відігравати інші екологічні ролі. Вітрило диметродона могло використовуватися для стабілізації хребта або для обігріву та охолодження тіла як форма терморегуляції. Деякі недавні дослідження (Huttenlocker, 2010) стверджують, що вітрило було б неефективним для відведення тепла від тіла, оскільки були відкриті великі види з маленькими вітрилами, а дрібні види — з великими вітрилами, що, по суті, виключає терморегуляцію як основне призначення вітрила. Вітрило, найімовірніше, використовувалося для демонстрації, включаючи погрози суперникам або залицяння перед потенційними партнерами.

## Опис

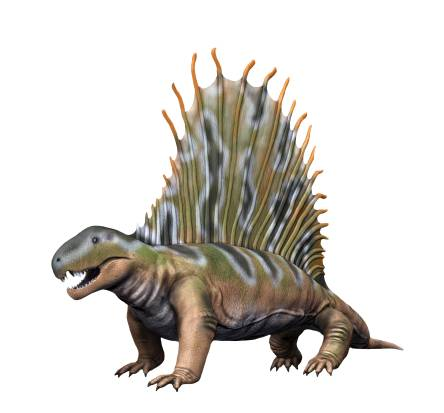
Реконструкція D. giganhomogenes з оголеними кінчиками хребців

Диметродон був чотириногим синапсидом з гребенем на спині та, найімовірніше, мав напіврозкинуту поставу, що була чимось середнім між поставою ссавця і ящірки, а також міг ходити у більш вертикальному положенні, відриваючи тіло і більшу частину або весь хвіст від землі. Більшість видів Dimetrodon мали довжину від 1,7 до 4,6 м і, за оцінками, важили від 28 до 250 кг. Найменший з відомих видів D. teutonis був завдовжки близько 60 см і важив 14 кілограмів. Великі види диметродонів були одними з найбільших хижаків ранньої пермі, хоча близькоспоріднений тапенозавр, відомий за фрагментами скелета у дещо молодших породах, міг бути ще більшим — приблизно 5,5 метрів завдовжки.

### Череп
Один великий отвір з обох боків потилиці пов'язує диметродонів зі ссавцями й відрізняє його від більшості ранніх завропсид, які або не мали отворів, або мали два. Вважається, що такі особливості, як виступи на внутрішній стороні носової порожнини та виступ на задній частині нижньої щелепи, є частиною еволюційного прогресу від ранніх чотириногих наземних хребетних до ссавців.
Череп диметродона високий і стиснутий латерально (з боків). Очні ямки розташовані високо і в глибині черепа. Позаду кожної очної ямки є один отвір, який називається інфратемпоральним отвором (infratemporal fenestra). Додатковий отвір у черепі, надскроневу ямку (supratemporal fenestra), можна побачити, якщо дивитися зверху. Задня частина черепа (потилиця) орієнтована під невеликим кутом догори, що є спільною рисою з усіма іншими ранніми синапсидами. Верхній край черепа опуклою дугою спускається вниз до кінчика морди. Кінчик верхньої щелепи, утворений передщелепною кісткою, підіймається над частиною щелепи, утвореною верхньою щелепою, утворюючи верхньощелепну «сходинку». Усередині цієї «сходинки» знаходиться діастема — проміжок у зубному ряду. Його череп був побудований важче, ніж череп динозавра.

#### Зуби
Розмір зубів сильно варіює по довжині щелеп, що дало назву Dimetrodon, що означає «дві міри зуба», вказуючи на набори малих і великих зубів. Одна або дві пари ікл (великі, загострені, схожі на собачі ікла) відходять від верхньої щелепи. Великі різці також присутні на кінчиках верхньої та нижньої щелеп, вони кореняться в передщелепних і нижньощепелних кістках. Дрібні зуби присутні навколо верхньощелепної «сходинки» і за іклами, та стають меншими вглибині щелепи.
Багато з його зубів найширші в середній частині й звужуються ближче до щелеп, надаючи їм форму краплі. Краплеподібні зуби є унікальними для диметродона та інших близькоспоріднених сфенакодонтів, що допомагає відрізнити їх від інших ранніх синапсид.

## Види
| Вид                       | Автор                 | Місцезнаходження        | Статус                             | Синонім | Зображення |
| ------------------------- | --------------------- | ----------------------- | ---------------------------------- | --- | ---------- |
| Dimetrodon angelensis     | Olson, 1962           | Техас                   | Валідний                           | |            |
| Dimetrodon borealis       | Leidy, 1854           | Острів Принца Едварда   | Валідний                           | Previously known as Bathygnathus borealis |            |
| Dimetrodon booneorum      | Romer, 1937           | Техас                   | Валідний                           | |            |
| Dimetrodon cruciger       | Cope, 1878            | Техас                   | Синонім Edaphosaurus cruciger      | |            |
| Dimetrodon dollovianus    | Case, 1907            | Техас                   | Валідний                           | Embolophorus dollovianus Cope, 1888 |            |
| Dimetrodon giganhomogenes | Case, 1907            | Техас                   | Валідний                           | |            |
| Dimetrodon gigas          | Cope, 1878            | Техас                   | Синонім Dimetrodon grandis         | Clepsydrops gigas Cope,1878 |            |
| Dimetrodon grandis        | Romer and Price, 1940 | Оклахома Техас          | Валідний                           | Clepsydrops gigas Cope, 1878 Dimetrodon gigas Cope, 1878 Theropleura grandis Case, 1907 Bathyglyptus theodori Case, 1911 Dimetrodon maximus Romer 1936 |            |
| Dimetrodon incisivus      | Cope, 1878            | Техас                   | Синонім Dimetrodon limbatus        | |            |
| ?Dimetrodon kempae        | Romer, 1937           | Техас                   | nomen dubium                       | |            |
| Dimetrodon limbatus       | Romer and Price, 1940 | Оклахома Техас          | Валідний                           | Clepsydrops limbatus Cope, 1877 Dimetrodon incisivus Cope, 1878 Dimetrodon rectiformis Cope, 1878 Dimetrodon semiradicatus Cope, 1881                  |            |
| Dimetrodon longiramus     | Case, 1907            | Техас                   | Синонім Secodontosaurus obtusidens | |            |
| Dimetrodon loomisi        | Romer, 1937           | Техас Оклахома          | Валідний                           | |            |
| Dimetrodon macrospondylus | Case, 1907            | Техас                   | Валідний                           | Clepsydrops macrospondylus Cope, 1884 Dimetrodon platycentrus Case, 1907                                                                               |            |
| Dimetrodon milleri        | Romer, 1937           | Техас                   | Валідний                           | |            |
| Dimetrodon natalis        | Romer, 1936           | Техас                   | Валідний                           | Clepsydrops natalis Cope, 1878 |            |
| Dimetrodon occidentalis   | Berman, 1977          | Аризона Нью-Мехіко Utah | Валідний                           | |            |
| Dimetrodon platycentrus   | Case, 1907            | Техас                   | Синонім Dimetrodon macrospondylus  | |            |
| Dimetrodon rectiformis    | Cope, 1878            | Техас                   | Синонім Dimetrodon limbatus        | |            |
| Dimetrodon semiradicatus  | Cope, 1881            | Техас                   | Синонім Dimetrodon limbatus        | |            |
| Dimetrodon teutonis       | Berman et al., 2001   | Німеччина               | Валідний                           | |            |